# Marcy (Nièvre)
Marcy ist eine französische Gemeinde mit 139 Einwohnern (Stand 1. Januar 2022) im Département Nièvre in der Region Bourgogne-Franche-Comté (vor 2016 Bourgogne). Sie gehört zum Arrondissement Clamecy und zum Kanton Clamecy (bis 2015 Varzy). 

## Geographie
Marcy liegt etwa 48 Kilometer nordnordöstlich von Nevers. Nachbargemeinden von Marcy sind Varzy im Norden und Westen, Parigny-la-Rose im Osten und Nordosten, Chevannes-Changy im Osten und Südosten, Covol-d’Embernard im Süden sowie Champlemy im Westen und Südwesten.

## Bevölkerungsentwicklung
| Jahr                       | 1962 | 1968 | 1975 | 1982 | 1990 | 1999 | 2006 | 2011 | 2016 |
| Einwohner                  | 209  | 215  | 154  | 140  | 124  | 147  | 159  | 165  | 158  |
| Quellen: Cassini und INSEE |      |      |      |      |      |      |      |      |      |

## Sehenswürdigkeiten

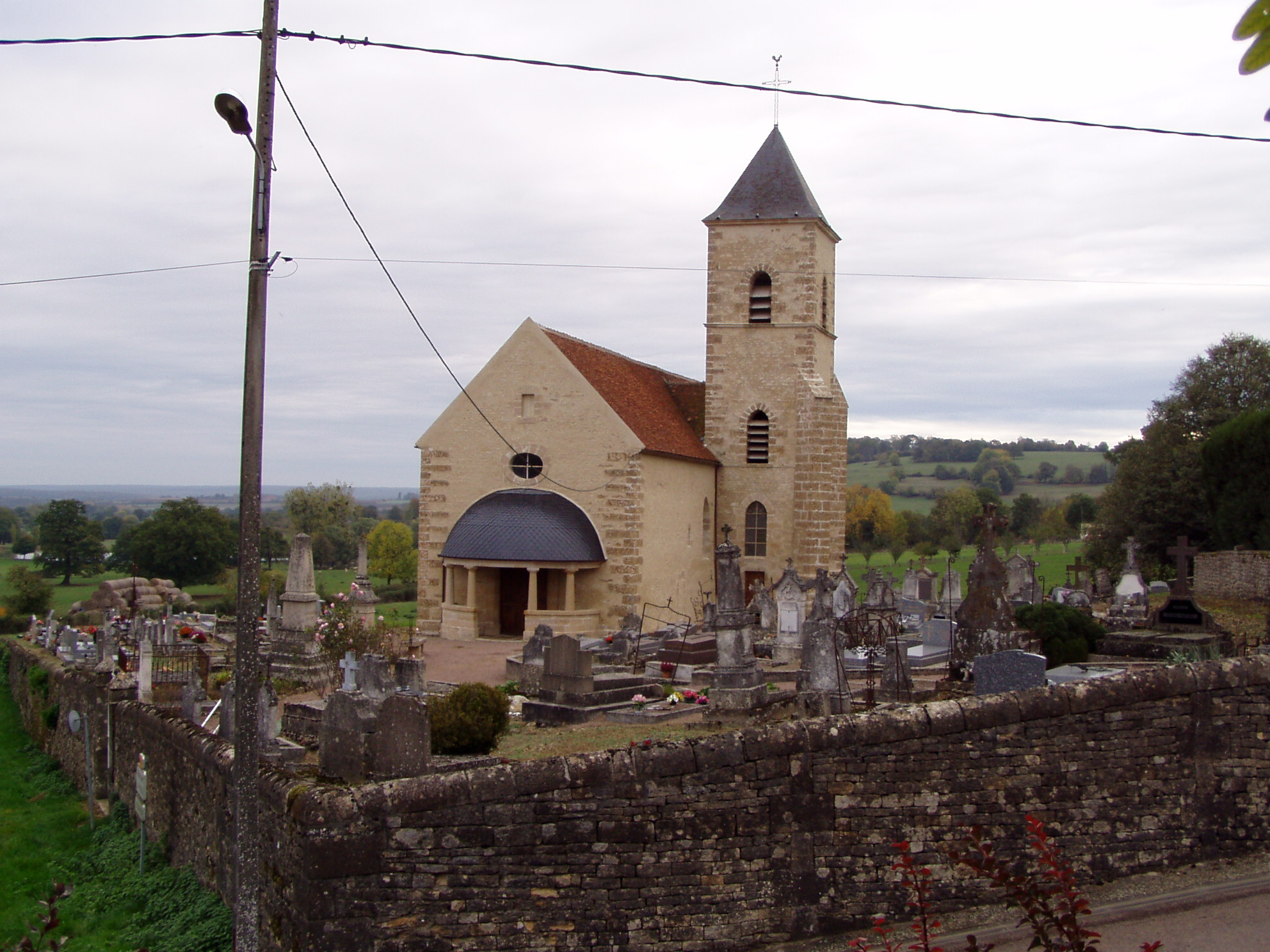
Kirche Saint-Sulpice

- Kirche Saint-Sulpice

## Persönlichkeiten
- Romain Baron (1898–1985), Schriftsteller, Literatur- und Geschichtswissenschaftler